# Sysstema microdoxa
Sysstema microdoxa là một loài bướm đêm trong họ Geometridae.